# Fotolog

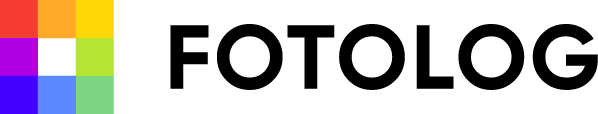

Fotolog était un site Web de réseau social lancé en 2002 par Scott Heiferman et Adam Seifer. En 2020 l'URL d'origine est devenue une plateforme de liens SEO
La plateforme de photoblog permet aux internautes de partager chaque jour une nouvelle photo tout en créant un réseau affinitaire. Le service offre une expérience originale de navigation par affinités, par thèmes et par zones géographiques. Fotolog offre également un service de chat, la possibilité de laisser des commentaires, et organise régulièrement des concours photo.
Le 26 août 2007 la régie de publicité Hi-Media annonce un projet d'acquisition du site communautaire, qui compte sur sa forte croissance pour atteindre le seuil de rentabilité dès 2008. L'accord est finalisé en novembre pour 65,8 millions d'euros et Erik-Marie Bion est nommé CEO de Fotolog Inc. Le site compte alors plus de 13 millions d'inscrits selon ComScore,.
En 2010, Hi-Media provisionne la totalité de son investissement dans Fotolog et cède en 2014 51 % de sa participation pour 2 millions de dollars.

## Fuite de données
D'après les sites Avast Hackcheck et Firefox Monitor, une fuite de données massive a eu lieu, quelque part entre Décembre 2018 et Mars 2019. 28 millions de comptes sont concernés. La brèche de sécurité a fait fuiter des noms d'utilisateurs, des mots de passe, salts, adresses email et des informations personnelles supplémentaires.